# بازدارنده تیروزین-کیناز

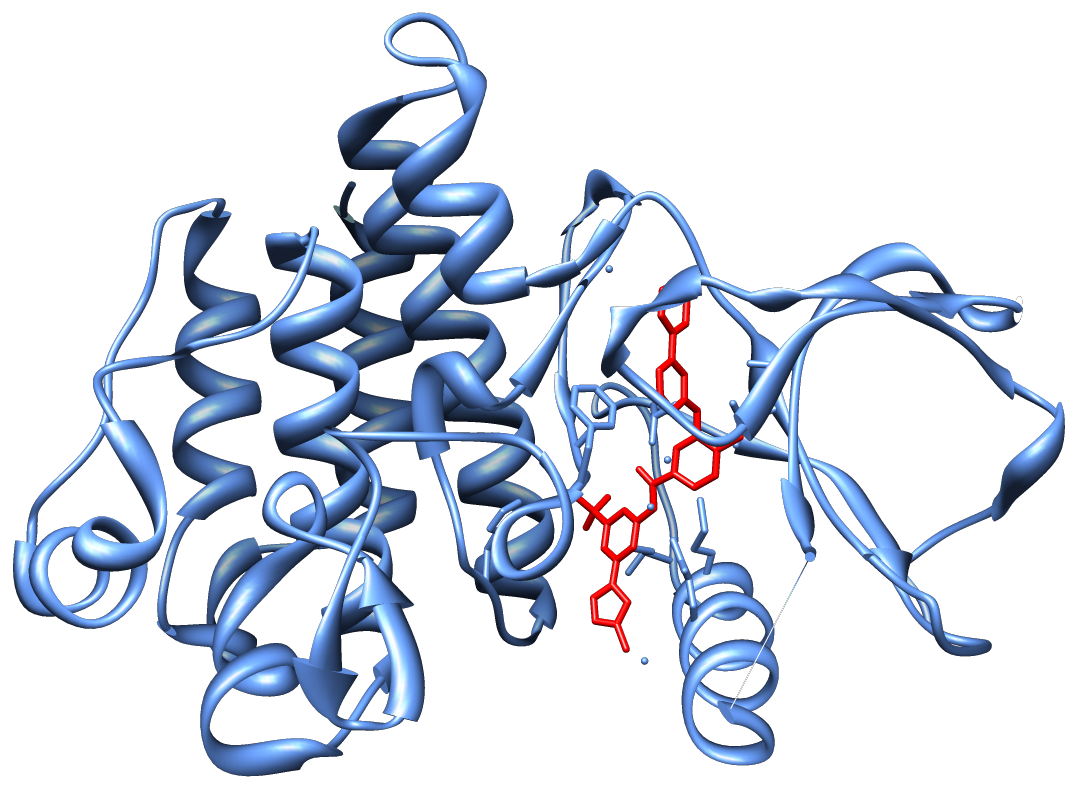
ساختمان کریستالی داروی جدی «نیلوتینیب» (قرمز) در ترکیب با دومِـین Abl کیناز (آبی). این دارو در درمان لوسمی مزمن مغز استخوان کاربرد دارد.

بازدارنده تیروزین-کیناز (انگلیسی: Tyrosine-kinase inhibitor) یا به‌اختصار «TKI» که با نام «تیروفوستین‌ها» هم شناخته می‌شوند، یک داروی شیمیایی است که موجب مهار تیروزین کیناز می‌شود. 
تیروزین کینازها آنزیم‌هایی هستند که موجب فعال‌شدن بسیاری از پروتئین‌های دیگر از طریق آبشار ترارسانی پیام می‌شوند. این کار از طریق افزودن یک گروهِ فسفات به پروتئین (عملِ فسفریلاسیون) انجام می‌شود؛ عملی که توسط این دسته از داروها، مهار می‌شود.
این داروها بیشتر برای درمان سرطان بکار می‌روند و به عنوان مثال، تأثیر خوبی در درمان لوسمی مزمن مغز استخوان دارند.
یک نمونهٔ مشهور از این داروها ایماتینیب است.
آفاتینیب یک مهارکننده خوراکی تیروزین کیناز است که برای درمان انواع خاصی از سرطان ریه سلول غیر کوچک (NSCLC) استفاده می‌شود. این دارو پروتئین‌های خاصی را که در رشد و گسترش سلول‌های سرطانی دخیل هستند، هدف قرار داده و مسدود می‌کند. آفاتینیب به طور غیرقابل برگشت به EGFR و گیرنده‌های مرتبط متصل شده و آن‌ها را مهار می‌کند. هدف اصلی این دارو مسدود کردن مسیرهای پیام‌رسانی غیرطبیعی سلولی است که رشد سرطان را هدایت می‌کنند.
داروی تاگریسو (اوسیمرتینیب) نیز نوعی مهارکننده تیروزین کیناز است که فعالیت EGFR را مسدود می‌کند. در سلول‌های سرطانی ریه، EGFR اغلب بیش از حد فعال است و باعث رشد کنترل‌نشده سلول‌های سرطانی می‌شود. با مسدود کردن EGFR، داروی تاگریسو به کاهش رشد و گسترش سرطان کمک می‌کند.
مهارکننده‌های تیروزین کیناز بروتون (BTK) با اتصال به پروتئین BTK عمل می‌کنند و فعالیت آن را مسدود می‌کنند. این مهارکننده‌ها فعالیت‌هایی را که منجر به رشد سلول‌های B می‌شوند، مسدود می‌کنند و باعث مرگ سلولی سلول‌های B بدخیم می‌شوند. ایبروتینیب، آکالابروتینیب و زنوبروتینیب از جمله مهارکننده‌های BTK هستند که برای درمان لنفوم و CLL در دسترس هستند. داروی لیفوزا نیز یک مهارکننده بروتون تیروزین کیناز است.
داروهای مهارکننده تیروزین کیناز یکی از درمان‌های مؤثر سرطان سینه هستند. اگر چه ریزش مو به عنوان یکی از عوارض جانبی شایع و غیرقابل اجتناب ناشی از مصرف این داروها مطرح است، اما با بررسی و مطالعه چگونگی میان‌کنش‌های بین داروها و رسپتورهای تیروزین کیناز و فولیکول مو، می‌توان داروهایی با عوارض کمتر طراحی کرد.